# (19029) Briede
(19029) Briede (2000 SR205) – planetoida z grupy pasa głównego asteroid okrążająca Słońce w ciągu 3,71 lat w średniej odległości 2,4 j.a. Odkryta 24 września 2000 roku.